# Lars Tottie
Lars Wilhelm Tottie, född 21 juli 1931 i Stockholm, är en svensk jurist.
Tottie blev juris kandidat vid Uppsala universitet 1956 och gjorde tingstjänstgöring 1957–1959. Han blev fiskal i Svea hovrätt 1960, tjänstgjorde i olika domsagor 1961–1964, var sakkunnig i Justitiedepartementet 1965–1969 och blev assessor i Svea hovrätt 1967. Tottie utnämndes till hovrättsråd 1976. Han var sekreterare för familjelagssakkunniga 1969–1981, sekreterare i Stockholms handelskammares skiljedomsinstitut 1968–1973 och extra lärare i civilrätt vid Stockholms universitet 1975–1981. Han blev ledamot i skadeförsäkringens villkorsnämnd 1981 och i livförsäkringens villkorsnämnd 1985.
Tottie utnämndes till regeringsråd 1981. Han tjänstgjorde som ledamot i Lagrådet 1985–1987 och utsågs 1992 till ordförande i Valprövningsnämnden.
Lars Tottie utsågs 1987 till hedersledamot av Norrlands nation i Uppsala.